# Tracheloteina
Tracheloteina is een geslacht van vlinders van de familie echte motten (Tineidae).

## Soorten
- T. arctocephala (Meyrick, 1909)
- T. bilobata Gozmány, 1968
- T. eccephala (Meyrick, 1914)
- T. farraginella (Zeller, 1852)
- T. ordinata (Meyrick, 1921)
- T. peloplaca (Meyrick, 1917)
- T. percastis (Meyrick, 1908)
- T. spinipenis Gozmány, 1968
- T. suspiciosa (Meyrick, 1912)
- T. virgo Gozmány, 1967